# (482) Petrina
(482) Petrina – planetoida z pasa głównego asteroid okrążająca Słońce w ciągu 5 lat i 72 dni w średniej odległości 3 j.a. Została odkryta 3 marca 1902 roku w Landessternwarte Heidelberg-Königstuhl w Heidelbergu przez Maxa Wolfa. Nazwa planetoidy pochodzi z łaciny od żeńskiej formy imienia Piotr (tak nazywał się jeden z psów odkrywcy). Przed nadaniem nazwy planetoida nosiła oznaczenie tymczasowe (482) 1902 HT.